# Адринная
Адринная — деревня в Оленинском районе Тверской области, в 14 километрах на юго-восток от районного центра. Входит в Гришинское сельское поселение.

## Население
| 2010 |
| ---- |
| 0    |

## История
На карте 1853 года указана как Одринная. Была приписана к странноприимному дому в Москве гр. Шереметьева.
Не имевшие в XX веке своей церкви жители деревни были прихожанами Крестовоздвиженской церкви села Завидово.
В деревне родился И. Т. Козлов (1909—1987) — советский литературный критик.
В 1965 году хозяйства деревни вошли в созданный совхоз «Новый».